# Monte Gemelli, Monte Guffone
Monte Gemelli, Monte Guffone este o arie protejată (arie specială de conservare — SAC, sit de importanță comunitară — SCI, arie de protecție specială avifaunistică — SPA) din Italia întinsă pe o suprafață de 13.350 ha, integral pe uscat.

## Localizare
Centrul sitului Monte Gemelli, Monte Guffone este situat la coordonatele 43°56′56″N 11°44′19″E / 43.948889°N 11.738611°E.

## Înființare
Situl Monte Gemelli, Monte Guffone a fost declarat sit de importanță comunitară în iunie 1995 pentru a proteja 1 specie de plante și 57 de specii de animale. Alte tipuri de protecție:
- arie de protecție specială avifaunistică (în februarie 2004)[3]
- arie specială de conservare (în mai 2020)[2][4][5]

## Biodiversitate
Situată în ecoregiunea continentală, aria protejată conține 20 de habitate naturale: Formațiuni de Juniperus communis pe lande sau pajiști calcaroase, Peșteri inaccesibile publicului, Pajiști uscate europene, Păduri de fag Asperulo-Fagetum, Păduri de Quercus ilex și Quercus rotundifolia, Păduri de fag din Apenini cu Abies alba și păduri de fag cu Abies nebrodensis, Galerii de Salix alba și de Populus alba, Pseudostepă cu ierburi și specii anuale de Thero-Brachypodietea, Fânețe de joasă altitudine (Alopecurus pratensis, Sanguisorba officinalis), Păduri pe pante, grohotișuri și ravene de Tilio-Acerion, Păduri de Castanea sativa, Păduri de fag din Apenini cu Taxus și Ilex, Pante stâncoase calcaroase cu vegetație casmofită, Izvoare petrifiante cu formare de travertin (Cratoneurion), Roci stâncoase cu vegetație pionieră de Sedo-Scleranthion sau Sedo albi-Veronicion dillenii, Pajiști uscate seminaturale și facies de acoperire cu tufișuri pe substraturi calcaroase (Festuco-Brometalia) (* situri importante pentru orhidee), Ape puternic oligomezotrofe cu vegetație bentonică cu Chara spp., Păduri aluvionare cu Alnus glutinosa și Fraxinus excelsior (Alno-Padion, Alnion incanae, Salicion albae), Râuri de munte și vegetația lor lemnoasă cu Salix elaeagnos, Liziere de ierburi înalte hidrofile de câmpie și de nivel montan până la alpin.
La baza desemnării sitului se află mai multe specii protejate:
- plante (1): Himantoglossum adriaticum
- păsări (36): uliu porumbar (Accipiter gentilis), pescăruș albastru (Alcedo atthis), fâsă-de-câmp (Anthus campestris), fâsă de pădure (Anthus trivialis), lăstunul mare (Apus apus), acvilă de munte (Aquila chrysaetos), buha (Bubo bubo), caprimulg (Caprimulgus europaeus), barză neagră (Ciconia nigra), șerpar (Circaetus gallicus), erete de stuf (Circus aeruginosus), erete cenușiu (Circus pygargus), prepeliță (Coturnix coturnix), cuc (Cuculus canorus), lăstun de casă (Delichon urbicum), ciocănitoare pestriță mare (Dendrocopos major), ciocănitoare neagră (Dryocopus martius), Falco biarmicus, șoim călător (Falco peregrinus), Hippolais polyglotta, rândunică (Hirundo rustica), capîntortură (Jynx torquilla), sfrâncioc roșiatic (Lanius collurio), ciocârlie de pădure (Lullula arborea), privighetoare (Luscinia megarhynchos), mierlă de piatră (Monticola saxatilis), muscar sur (Muscicapa striata), grangur (Oriolus oriolus), viespar (Pernis apivorus), codroșul de pădure (Phoenicurus phoenicurus), pitulice de munte (Phylloscopus bonelli), Ptyonoprogne rupestris, turturică (Streptopelia turtur), silvie roșcată (Sylvia cantillans), silvie de câmp (Sylvia communis), pupăză (Upupa epops)
- amfibieni (3): Bombina pachypus, Salamandrina terdigitata, Triturus carnifex
- mamifere (6): liliac cârn (Barbastella barbastellus), lupul (Canis lupus), liliac cărămiziu (Myotis emarginatus), liliac comun (Myotis myotis), liliacul mare cu potcoavă (Rhinolophus ferrumequinum), liliacul mic cu potcoavă (Rhinolophus hipposideros)
- nevertebrate (8): Austropotamobius pallipes, fluturele de noapte (Eriogaster catax), Euplagia quadripunctaria, rădașcă (Lucanus cervus), Osmoderma eremita, gândacul de apă (Rhysodes sulcatus), Rosalia alpina, Vertigo angustior
- pești (4): Barbus plebejus, Rutilus rubilio, salmo cettii (Salmo cetti), Telestes muticellus

Pe lângă speciile protejate, pe teritoriul sitului au mai fost identificate 7 specii de plante, 6 specii de amfibieni, 10 specii de mamifere, 6 specii de nevertebrate, 5 specii de reptile.